# Societat Catalana de Neurologia
Societat Catalana de Neurologia és una entitat sense ànim de lucre, fundada el 1968 i lligada a l'Acadèmia de Ciències Mèdiques de Catalunya i de Balears i que pretén agrupar els professionals de la medicina vinculats a la neurologia. Edita un Butlletí de la Societat Catalana de Neurologia. El seu president actual és Adrià Arboix.

## Objectius
- Agrupar els especialistes en neurologia
- Promoure el desenvolupament d'aquesta branca de la medicina
- Assessorar els organismes públics i societats privades en aquesta matèria
- Col·laborar amb les Universitats per tal de contribuir al desenvolupament científic